# Darwag
Darwag (ros. Дарваг) – wieś w Rosji, w Dagestanie, w rejonie tabasarańskim. W 2010 liczyła 2889 mieszkańców, głównie Azerów.